# Macromitrium turgidum
Macromitrium turgidum är en bladmossart som beskrevs av Hugh Neville Dixon 1932. Macromitrium turgidum ingår i släktet Macromitrium och familjen Orthotrichaceae. Inga underarter finns listade i Catalogue of Life.